# Syllis monilaris
Syllis monilaris är en ringmaskart som först beskrevs av Savigny 1812.  Syllis monilaris ingår i släktet Syllis och familjen Syllidae. Inga underarter finns listade i Catalogue of Life.